# 하이델베르크성

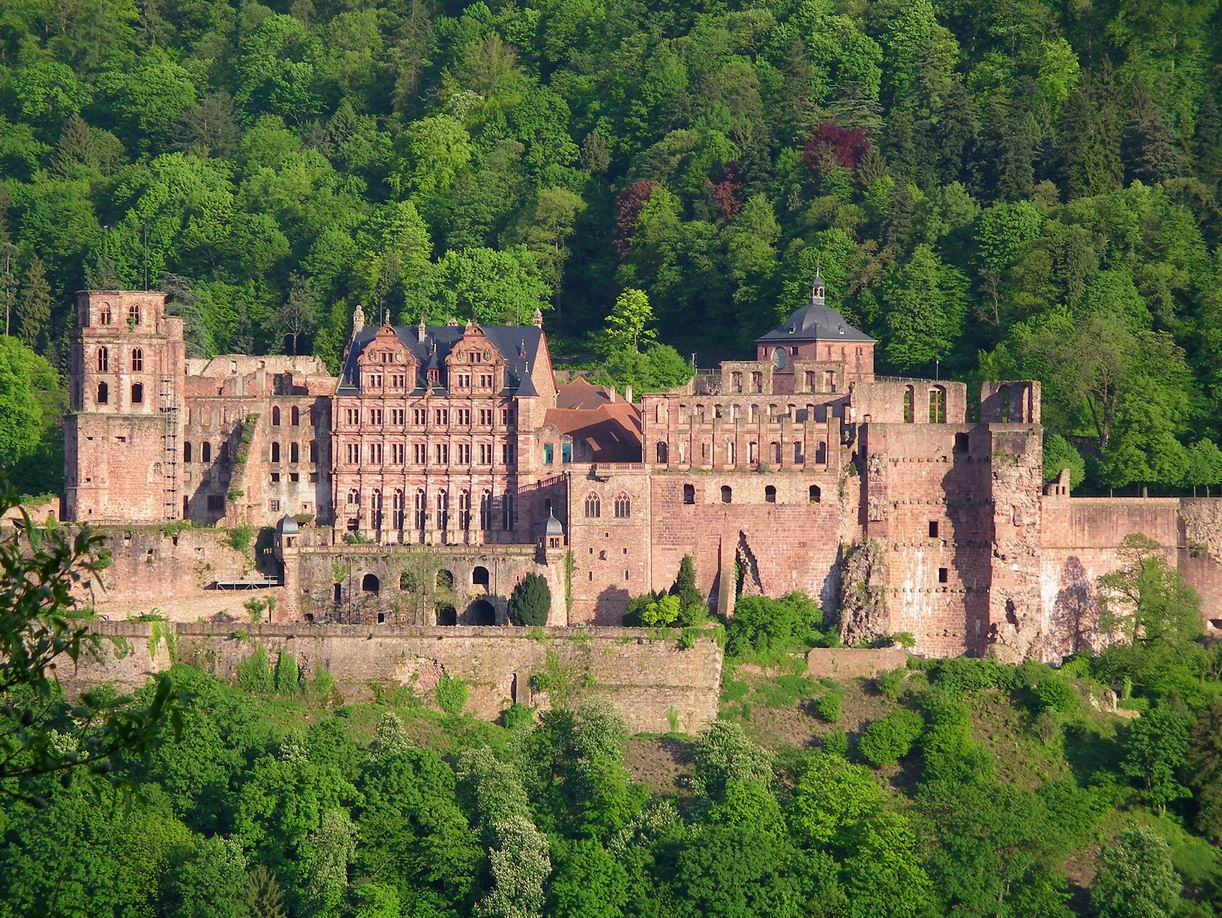

하이델베르크성(독일어: Heidelberger Schloss)은 독일의 유명한 유적이고 하이델베르크의 랜드마크이다. 독일 남서부 바덴뷔르템베르크주에 있는 도시 하이델베르크에 위치하고 있다.

## 성의 역사

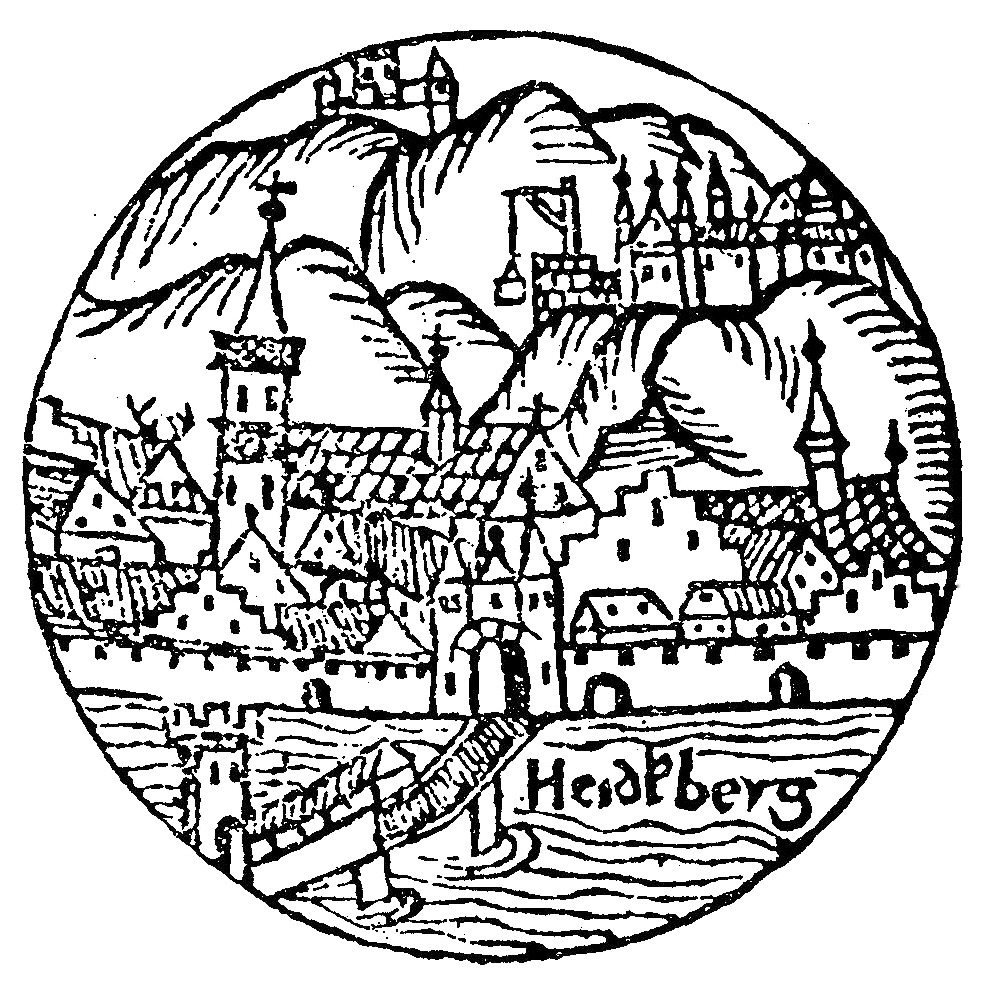
성의 초기 모습 묘사본

하이델베르크성의 역사는 순탄하지만은 않았다. 성터 위에서 갖가지 일들이 일어났고, 그로 인해 성의 운명이 여러 번 바뀌었기 때문이다.

### 초기
하이델베르크에 있는 성이 처음으로 언급되었던 때는 1214년으로, 루드비히 1세가 호헨슈타펜 황제인 프레드리히 2세에게 받았을 때이다. 그 뒤로 몇몇 문서에 해당 성에 대한 내용으로 추정되는 부분이 있었는데, 대부분 사실인지 미심쩍고 또 충분한 정보를 포함하고 있지 않았다. 1615년에 메리안의 Topographia Palatinatus Rheni에서 왕자 루드비히 5세를 '새로운 성 한 채를 100년 넘게 짓고 있다'라고 표현했다. 18세기까지 대부분의 성에 대한 묘사는 메리안의 정보에서 나온 것들이었다.

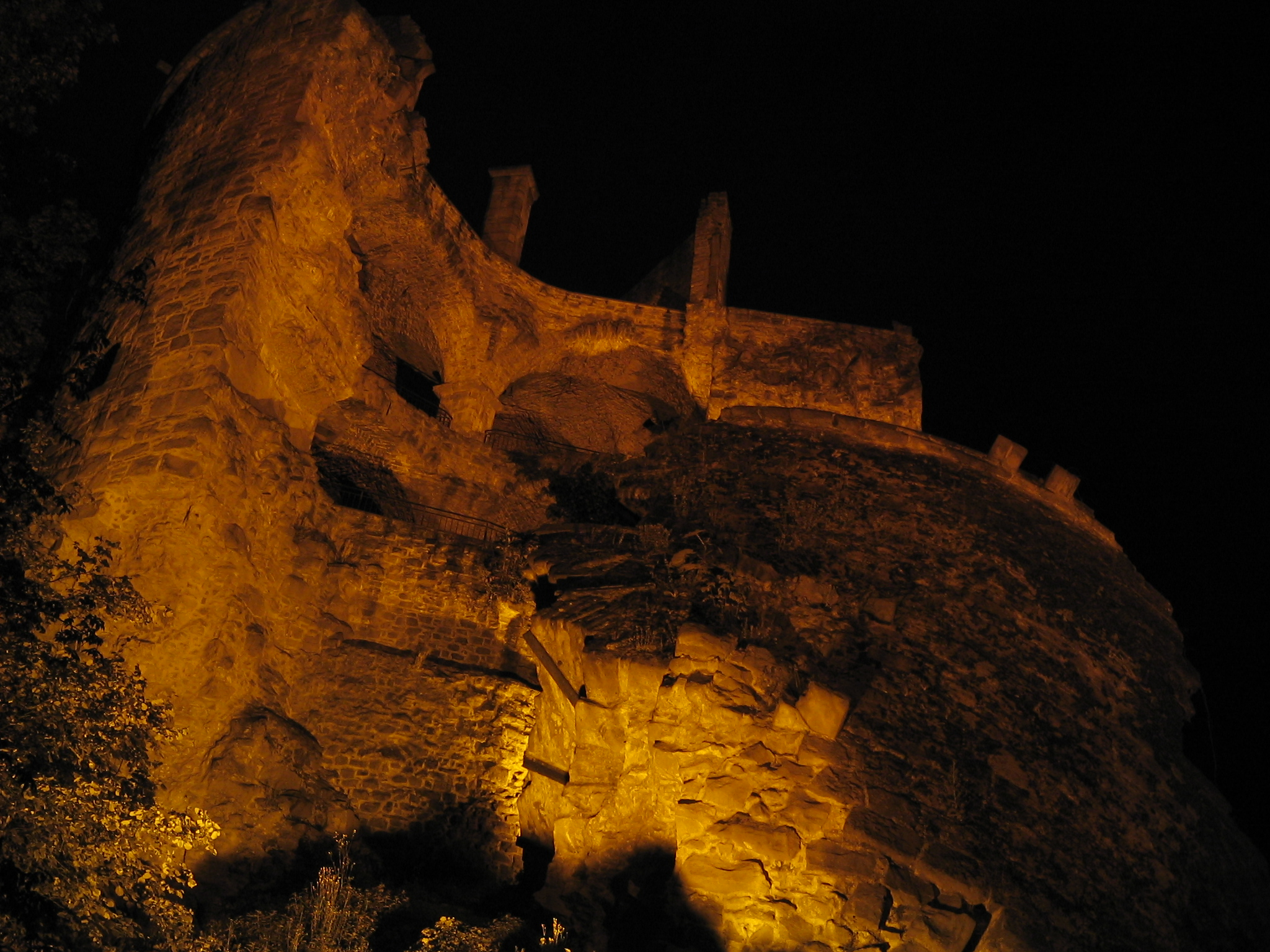
파괴된 성벽

### 전쟁과 재해로 인한 훼손
1618년부터 1648년까지, 독일에서는 개신교(프로테스탄트)와 로마 가톨릭교회 간에 종교 전쟁이 발발했다. 이것이 바로 30년 전쟁이고 이 전쟁 기간 동안 하이델베르크성은 양 진영으로부터 공격을 받고 점령당하는 등 심각한 피해를 입게 되었다.
30년 전쟁이 끝난 이후 재건축 작업에 착수했으나 1689년과 1693년 프랑스와의 전쟁으로 제대로 된 복원 작업이 이루어질 수가 없었다. 그리하여 성은 더욱 더 황폐해졌다. 그 이후에도 성을 복원하기 위한 노력이 있었으나 1764년 번개로 인해 화재가 발생하여 성의 일부가 또다시 훼손되었다. 그러자 그 이후 지역 주민들은 폐허가 된 성에서 필요한 돌이나 자재들을 날라갔다.
이러한 하이델베르크성의 훼손에 대해 작가 빅토르 위고는 "이 성은 유럽을 뒤흔든 모든 사건의 피해자가 되어 왔으며, 지금은 그 무게로 무너져 내렸다."고 말하기도 했다.

### 성의 복구 계획
성이 다시 제대로 복구돼야하는지에 대해서는 오랫동안 논란이 있었다. 1868년, 시인 볼프강 뮐러 폰 쾨니히스뷘터(Wolfgang Müller von Königswinter)가 성의 원상복구를 강력히 주장하였다. 1868년에 'Castle Field Office'가 설립되었는데, 이들은 주요 건물에 대해 보존이나 수리하는 구체적인 계획을 구상하는 역할을 했다. 그리하여 결국 1890년에 성을 복구하는데에 성공했고, 복구에 대해 회의적인 사람들의 논란을 종식시켰다. 복구된 곳은 프레드리히 건물로, 화재에만 피해를 입은 부분이 재건되었다.
이후 하이델베르크성은 과거 역사에 대한 유의미함을 가지며 각 나라의 관광객들의 흥미를 끄는 유명 유적지가 될 수 있었다.

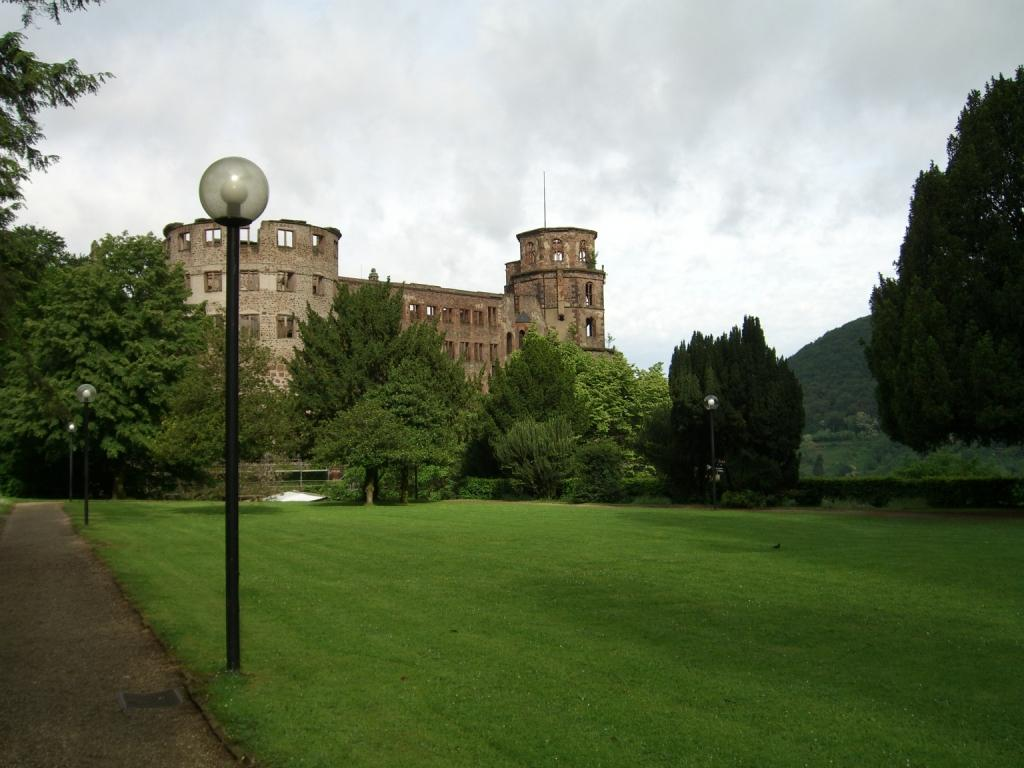
하이델베르크성 안의 정원

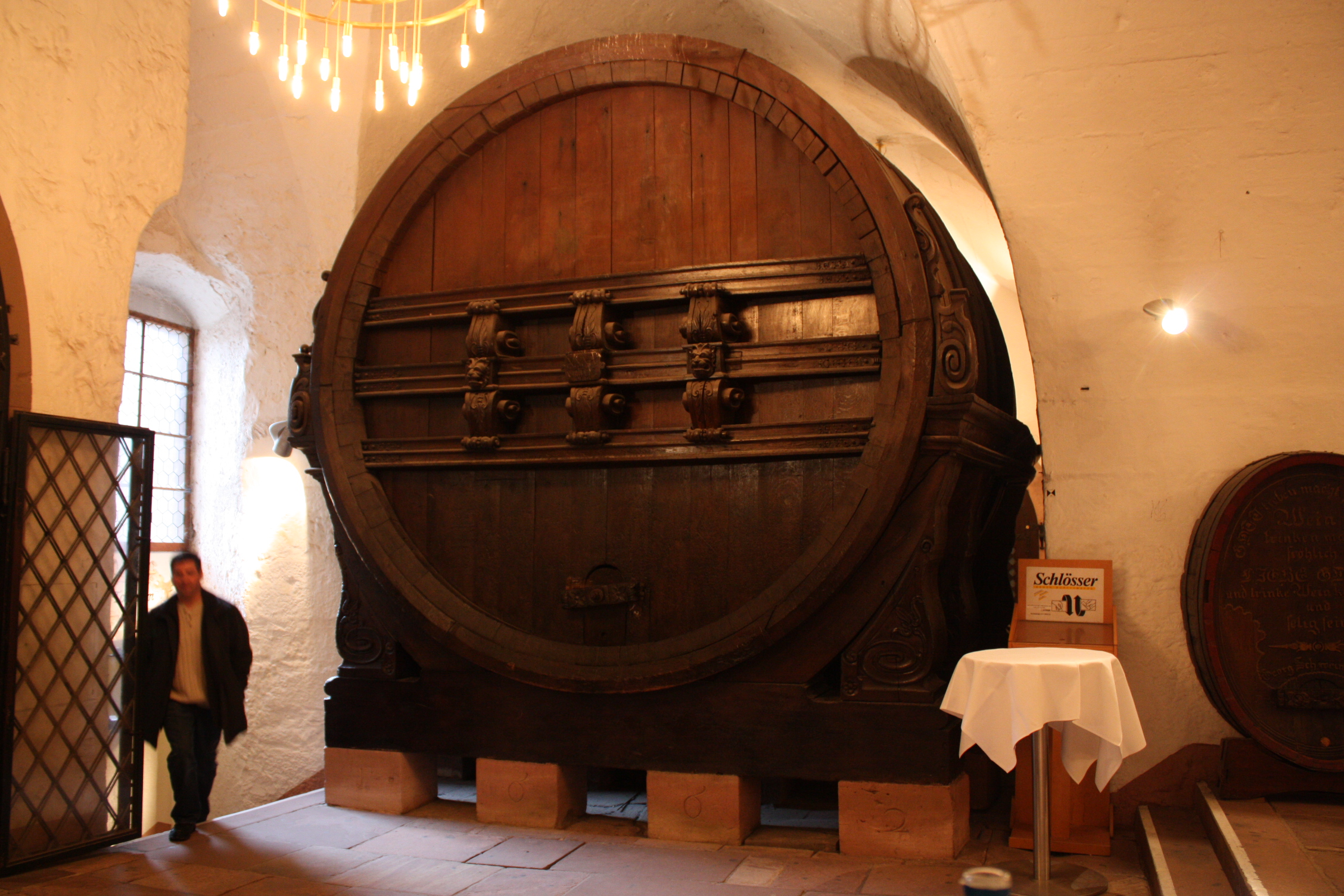
하이델베르크성 지하의 거대한 포도주 술통

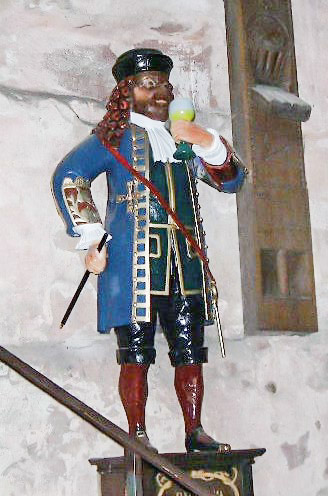
술통 맞은편의 페르케오 목상

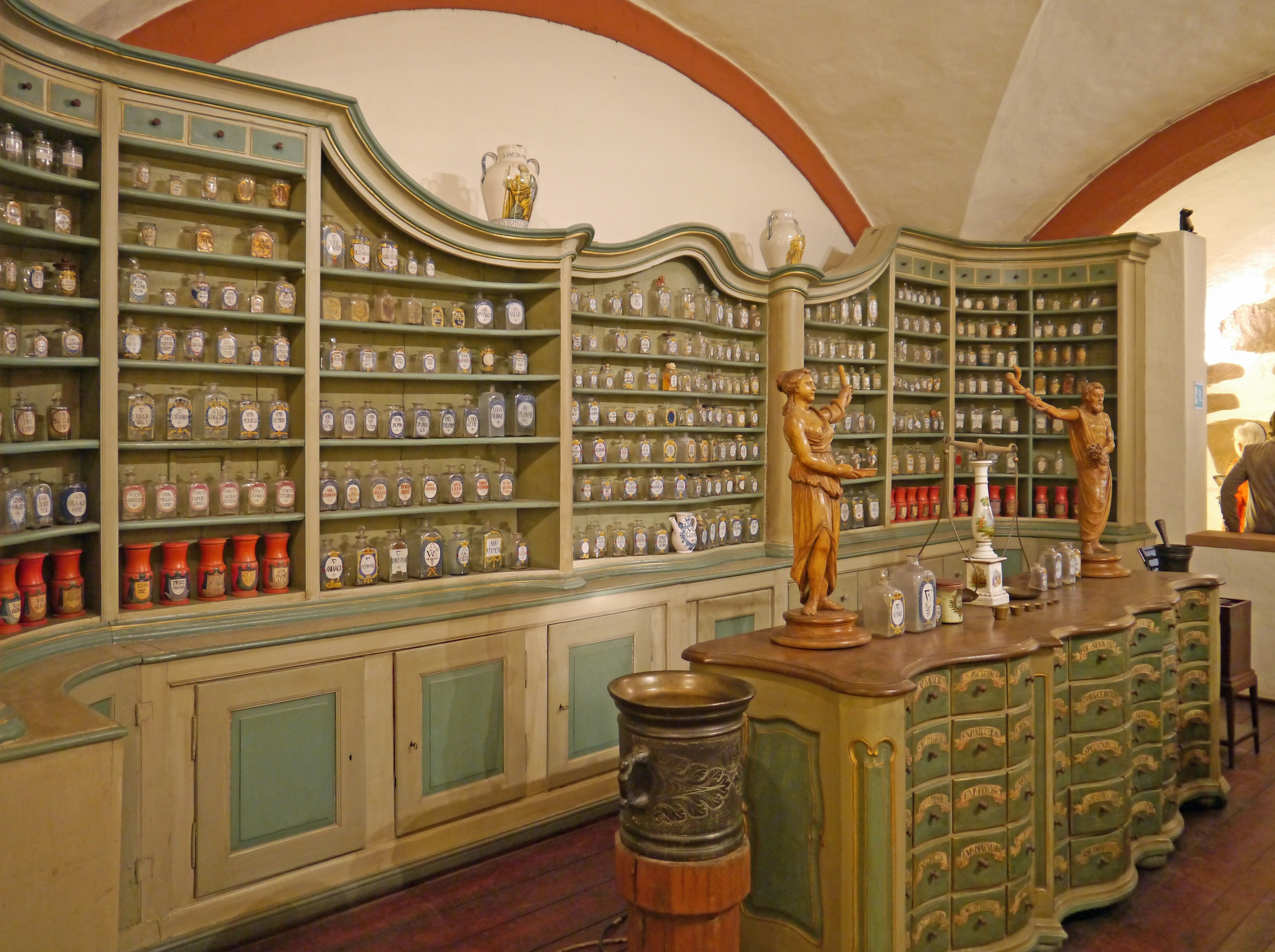
하이델베르크성 안의 약제 박물관

## 성의 모습
하이델베르크성은 여러 가지의 볼거리들이 많아, 관광객들의 발걸음이 끊이지 않는 곳이다. 뿐만 아니라 하이델베르크성에서는 기념 행사나 축제 등이 열리기도 한다.

### 하이델베르크성의 정원
하이델베르크성의 정원은 1616년 착공해 1619년 완공되었다. 프레드리히 5세가 사랑하는 아내 엘리자베스(Electress Palatine and queen of Bohemia, 1596. 8. 19 – 1662. 2. 13)를 위해 정원을 만들 것을 주문하여 정원 건축가 살로몬이 설계하였다. 프레드리히 5세는 또한 아내를 위해 1615년, 하루 만에 엘리자베스의 문을 세우기도 했다.

### 포도주 술통과 페르케오
하이델베르크성의 지하에는 세계에서 가장 큰 크기의 포도주 술통이 있다. 이 술통은 1751년 선제 후 카를테오도어 때 제작되었다. 술통의 높이는 약 7미터이며 폭은 약 8.5미터에 이른다. 약 221,726리터(58,124 gallons)만큼의 술을 보관할 수 있다.
거대한 술통의 맞은 편에는 페르케오의 목상이 서 있다. 페르케오는 하루에 18리터의 포도주를 15년 동안이나 마신 대주가로 항상 술에 취해 있었다. 그는 80세까지 장수하였으나 의사가 건강을 위해 술을 끊어야 한다고 하자 바로 그 다음날 세상을 떠났다.

### 독일 약국 박물관
오토 신데볼프 빌딩의 아래층에는 약학 박물관이 있다. 관광객들은 이 박물관을 통해 약품 조제실이나 약품의 역사에 대해 알 수 있다. 약제상 박물관에는 약사의 사무실, 실험실, 약전 등이 위치하고 있다. 또한 박격포나 플라스크의 다양한 기술들을 설명하고 있기도 하며 17 – 19세기 의학을 대표하는 1,000가지의 원료 의약품 또한 전시되어 있다.

### 하이델베르크성 축제
하이델베르크성의 축제는 매년 6월부터 8월 사이에 열리는 것이 태반이013년의 경우 6월 16일부터 8월 4일까지 축제가 열린다. 하이델베르크성의 축제는 라인 – 네카어의 축제들 중 상위 15 축제 중에 하나이며 오페라, 오페레타, 연주회, 어린이와 청소년 극장, 콘서트 등의 컨텐츠가 포함되어 있다.

### 괴테의 비석
독일의 대문호 괴테는 하이델베르크에서 유부녀인 빌레머부인(롯테)와 잊지 못할 사랑을 나누게 되는데, 이 때문에 그녀를 연모하는 심정을 고백한 시집 ‘서동시집’을 내기도 했다. 또한 이를 기념하여 “여기서 나는 사랑을 하고, 그리하여 사랑을 받으며 행복했노라.” 라는 내용의 비석을 만들기도 했다.

### 기타
하이델베르크성에서는 가끔 결혼식을 올리는 커플이 있기도 하다. 2009년 2월부터 성에서의 결혼식이 가능해졌다. 하이델베르크성 내부의 예배당에서 일 년에 약 100 커플 정도가 결혼식을 올린다.
또한 성에서는 6월과 9월의 첫째 주 토요일과 7월의 둘째 주 토요일 라이팅 쇼를 벌이기도 한다. 1689년, 1693년, 1764년 세 번의 성의 침체기를 기념하기 위해서다. 처음 두 번은 프랑스와의 전쟁으로 인한 것이었고, 1764년에는 번개로 인해 성이 훼손된 바 있다.

## 가는 길

### 자가용 혹은 자전거
특별한 시기를 제외하고는 언제나 성까지의 도로가 개방되어 있어 차로 가는 것이 가능하다. 출발 전 도로 이용이 가능한지 반드시 확인해야 한다. 그러나 언덕 위로 올라가서는 주차 공간이 협소하다는 단점이 있다.
자가용이 협소한 주차 공간 때문에 문제가 된다면, 자전거를 상대적으로 주차 부담이 적은 자전거를 이용할 수 있다. 길은 자동차가 다니는 길과 같다.

### 케이블카(Funicular)

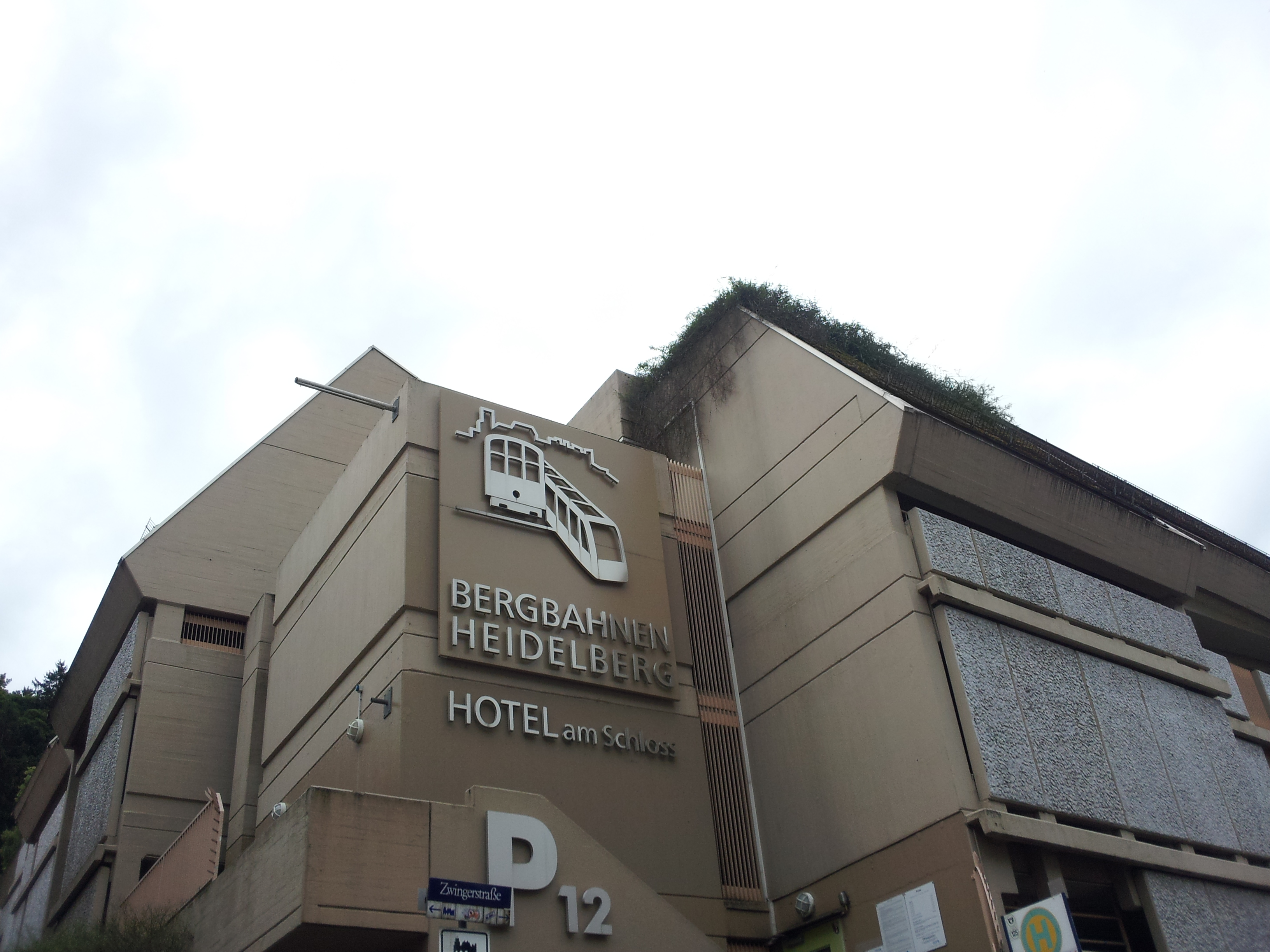
하이델베르크성에 올라갈 때 탈 수 있는 등산열차 Bergbahnen

콘마크트(Kornmarkt)까지 걸어가거나, 11번 혹은 33번 버스를 타고 콘마크트 정류장에서 하차한다. 그리고 그 곳에서 케이블카(Funicular)에 탑승한다.
케이블카 대신 등산열차 Bergbahnen을 탈 수도 있다.

### 도보
시청(Rathaus)과 Kornmarkt 다음은 성으로 올라가는 길인 Burgweg이다. Burgweg는 두 갈래로 나뉘는데, 하나는 짧은 지름길이고, 하나는 경치가 좋은 길이다. 방향을 정한 후 표지판을 따라가기만 하면 성에 도착할 수 있다.